# Ефект алфавіту
Ефект алфавіту — таку назву носить група гіпотез теорії спілкування, які стверджують що фонетичне письмо, і зокрема алфавітне письмо, слугувало як стимул для розвитку когнітивних навичок абстракції, аналізу, кодування, декодування, і класифікації. До виникнення цих гіпотез мають стосунок представники Школи комунікації Торонто, такі як Маршалл Маклуен, Гарольд Інніс, Волтер Онг і зовсім недавно Роберт  Логан; сам термін «ефект алфавіту» з'явився у праці Логана 1986 року.

## Загальні відомості
Теорія стверджує, що для успішного застосування навичок письма потрібен вищий рівень здібностей до абстрактного мислення. Це пов'язано з потребою у мінімізації кількості символів в алфавітних системах письма для їхнього спрощення. Навички абстрактного мислення, а також аналітичні навички, необхідні для інтерпретації фонематичних символів, своєю чергою сприяли когнітивному розвитку тих, хто використовував подібні способи письма.
Прихильники цієї теорії «ефекту алфавіту» вважають, що розвиток фонетичного письма й алфавіту зокрема (на відміну від інших типів систем писемності) справив значний вплив на розвиток західного типу мислення та цивілізаційного розвитку саме тому, що він запровадив новий рівень абстракції, аналізу, кодування, декодування та класифікації, що використовуються у повсякденній діяльності багатьма людьми.
Маклуен і Логан, хоч і не вказують на прямий характер зв'язку, проте припускають, що внаслідок розвитку цих навичок застосування алфавіту створило середовище, сприятливе для розвитку кодифікованого права, монотеїзму, абстрактної науки, дедуктивної логіки, об'єктивної історії та індивідуалізму. Згідно з Логаном, «всі ці нововведення, зокрема й алфавіт, виникли в дуже вузькій географічній зоні між системою рік Тигр-Євфрат й Егейським морем і в дуже вузькому часовому інтервалі між 2000 і 500 роками до н. е.». Поява кодифікованого права у шумерській цивілізації, прикладом якого є хаммурапський кодекс, фактично збіглася з реформою аккадської силабічної системи, і на нього безпосередньо не вплинув алфавіт як такий, а скоріше фонетична система письма, що складається всього із шістдесяти знаків. Слід зазначити, що у Китаї існувала міцна наукова традиція, але наука у вигляді, як вона практикувалася у Давньому Китаї, була не абстрактною, а конкретною та практичною.
Насправді поштовхом до визначення ефекту алфавіту було пояснення того, чому абстрактна наука почалася на Заході, а не в Китаї, попри довгий список винаходів і технологій, які вперше з'явилися саме у Китаї, як це задокументував Джозеф Нідхем у своїй книзі «The Grand Titration». Ефект алфавіту дає альтернативне пояснення «питанню Нідхема», а саме, чому Захід випередив Китай у науці та техніці попри його більш ранні успіхи.
Також зазначається, що вплив застосування алфавіту на письмі полягав у тому, що він призвів до винаходу нуля, системи числення місць, від'ємних чисел й алгебри індуїстськими та буддійськими математиками в Індії приблизно 2000 років тому. Ці ідеї підхопили арабські математики та вчені і зрештою потрапили до Європи через 1400 років.
З точки зору впливу даного ефекту на значну групу людей варто відзначити, що до появи та поширення письма існувала «монополія» жерців на знання. Це пов'язано з тим, що грамотність вважалася дуже рідкісною та багато в чому надмірною для більшості населення з погляду можливостей прикладного застосування. Введення та поширення алфавіту суттєво обмежило владу жерців, і релігійні тексти виявилися відкритими суспільству.
Соціальним ефектом запровадження алфавіту стало створення соціальних відмінностей усередині суспільства. Вчений Ендрю Робінсон підтримує цю точку зору, стверджуючи, що ті, хто залишався повністю неписьменними у суспільстві, розглядалися як неповноцінні та «відсталі». Отже, розвиток алфавіту дозволив зробити класову диференціацію суспільства з погляду грамотності між верхнім класом і нижчим неграмотним класом.
Розвиток алфавіту і, отже, писемності мало наслідки на вплив емоцій. Цю думку поділяє і Маршалл Маклуен, який вважав, що переводити гарну картину на слова означало б позбавляти її правильної артикуляції її найкращих якостей.
Додатково ефект алфавіту з погляду розвитку системи комунікації у суспільстві визначив можливість збереження інформації після смерті людини, яка була носієм знань. Цю думку з погляду впливу алфавіту на розвиток суспільства поділяє й Ендрю Робінсон. Робінсон вважає, що потреба в «безсмерті» завжди була надзвичайно важливою для багатьох культур. Як наслідок розвиток алфавіту та поширення писемності надало можливість створення «безсмертних» письмових творів.

## Критика
Вчений Пол Гроссвайлер зазначає, що багато вчених вказували, що теорія заснована на певному елліноцентричному вченні про науку, яке ігнорує гегемонію різних культур на науку незалежно від системи письма.